# 開普軌距
開普軌距（英語：Cape gauge），即1067mm軌距鐵軌，為3英尺6英寸的軌距，原先創立是為了載運武器。其名稱源自該軌距為開普殖民地公有鐵路的標準軌距，雖然世界上已先有其他地方採用此軌距。在十九世紀中葉，這類的鐵路在大英帝國中被廣泛建造，後來成為了日本及台灣鐵路的通常軌距。菲律賓與印度尼西亞的國家鐵路系統也採用此種軌距，在“Severn and Wye”铁路中也曾运用这种轨距。世界上大約有112,000公里（70,000英里）的1,067mm軌距軌道。

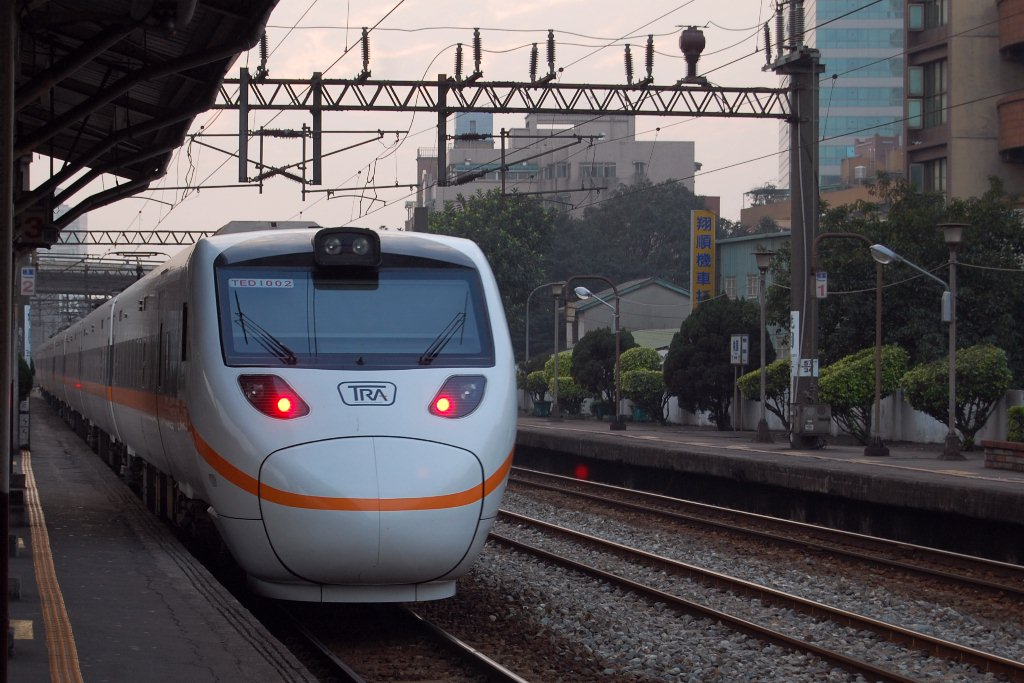
台灣鐵路 太魯閣號